# 엠게임
엠게임(Mgame)은 대한민국의 컴퓨터 게임 제작 · 배급사이다. 주요 서비스 게임으로는 나이트 온라인, 드로이얀, 라피스, 귀혼, 열혈강호, 풍림화산, 영웅 온라인 등이 있다. 위즈게이트로 설립되었으며, 2000년 7월에 인터넷 게임 포털 사이트의 서비스를 하였다. 2003년 4월에 상호명을 지금의 엠게임으로 변경하였다.

## 게임 목록

### RPG
| - 열혈강호 온라인 - 드로이얀 - 이터널시티 - 아레스 - 나이트 | - 영웅 - 라피스 | - 귀혼 - 이카루스 |

### 캐쥬얼/FPS
| - 로스트사가 |

## 그 외
- 다크세이버 - 라피스의 전신, 2006년 서비스 종료
- 네오다크세이버 - 라피스의 전신, 2005년 서비스 종료
- 팝스테이지 - 2012년 서비스 종료
- 워오브드래곤즈 - 2012년 서비스 종료
- 발리언트 - 2014년 서비스 종료
- 워베인 - 2014년 서비스 종료
- 애니멀 워리어즈 - 2014년 서비스 종료
- 구룡전 - 2015년 서비스 종료
- O2jam - 서비스 종료
- 초괴물낚시 - 2018년 7월 17일 서비스 종료
- 풍림화산 - 2021년 4월 21일 밸로프로 이관